# Аперантия
Аперантия (на гръцки: Απεραντία) е бивш дем в Евритания, Гърция.
С реформата в местното самоуправление на гръцкото правителството от 2011 г. тя става част от Дем Аграфа, на която е съставна единица.  Населението ѝ е 3213 души (2001). Седалището на дема е в Граница.
Древна Аперантия (Ἀπεραντία) е малък район в Антична Тесалия, на юг от Долопия. 